# Teinobasis pretiosa
Teinobasis pretiosa – gatunek ważki z rodziny łątkowatych (Coenagrionidae).